# Memorias de un hombre de acción

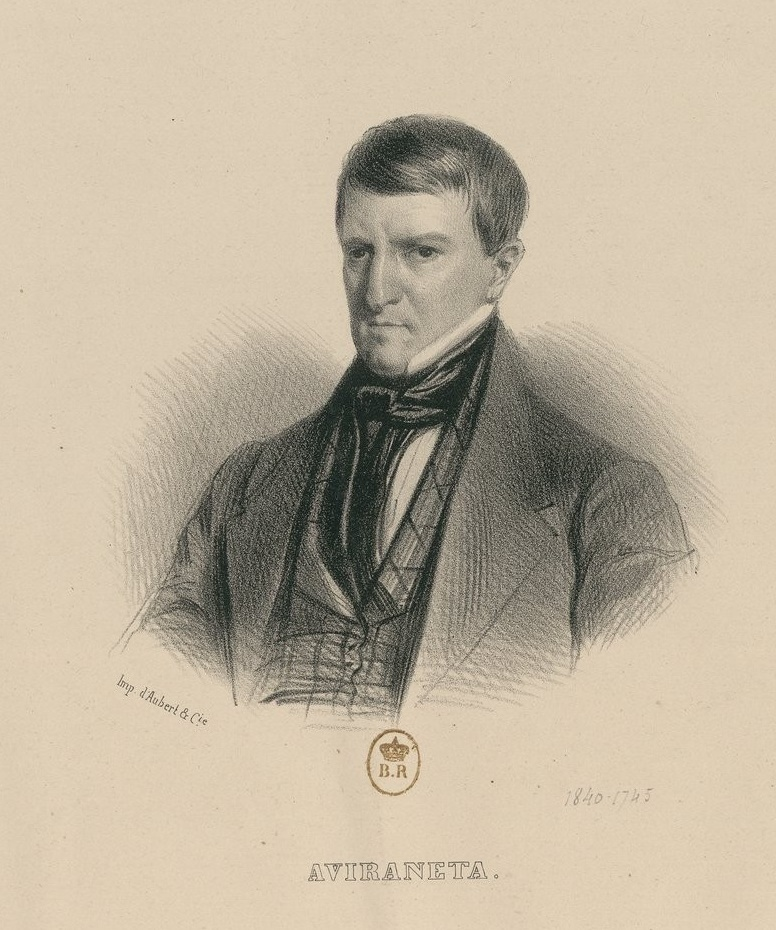
Eugenio de Aviraneta en una litografía de hacia 1840, protagonista de las 22 novelas históricas agrupadas en la serie Memorias de un hombre de acción.

Las Memorias de un hombre de acción es el título general de un ciclo de 22 novelas históricas compuesto por el novelista español Pío Baroja en torno a la figura de su antepasado, el conspirador y aventurero liberal y masón Eugenio de Aviraneta (1792-1872), e impreso entre 1913 y 1935.

## Características
Es un ciclo comparable a los 46 Episodios nacionales de Benito Pérez Galdós y aproximadamente sobre el mismo periodo histórico, aunque el escritor canario escribió algo más del doble de títulos que el escritor vasco. Baroja no sigue un orden cronológico y, aunque se documentó con tanto rigor como el propio Galdós, revolviendo incluso numerosos archivos para encontrar documentación sobre ese pariente lejano de su madre, el conjunto aparece como informe, revuelto y desordenado. Esta documentación se perdió durante la Guerra Civil cuando su casa en Madrid fue bombardeada. 
Los acontecimientos que sirven como telón de fondo a los hechos son la Guerra de la Independencia en 1808, las batallas de fernandinos contra constitucionalistas, de absolutistas contra liberales y de liberales moderados contra liberales exaltados durante el Trienio liberal (1820-1823), la invasión de los Cien mil hijos de San Luis, la depuración de los militares liberales, la primera guerra carlista (a las maquinaciones de Aviraneta para acabar con este conflicto dedica el autor cuatro volúmenes: El amor, el dandismo y la intriga, Las figuras de cera, La nave de los locos y Las mascaradas sangrientas), la depuración de los militares carlistas, la regencia de Espartero, el exilio de la reina María Cristina de Borbón-Dos Sicilias, el exilio de Espartero y la Revolución de 1854, además de otros incidentes internacionales en Europa, África y América.
El estilo que se ejerce es el impresionista habitual del autor. También, como es propio del mismo, da cabida a elementos propios de la novela de aventuras: misterio, tramas conspirativas, sociedades secretas, viajes, guerras, revoluciones, ejecuciones, cárceles, fugas, duelos, bailes, matanzas, crueldades... Abundan los personajes episódicos que tienen siempre alguna historia interesante que contar, de modo que con frecuencia la acción, muy ágil, se ve interrumpida por otras secundarias formando lo que Justo Navarro llama una "tertulia de voces" narrativas que constituyen un complejo perspectivismo. El caso extremo es Las mascaradas sangrientas (1927), novela en la que el relato de un crimen llega al lector a través de la elaboración sucesiva de seis personajes: Paco Maluenda, Álvaro Sánchez de Mendoza, el anónimo que trabaja sobre los apuntes de este último, doña Paca Falcón, Pello Leguía y el editor moderno de las Memorias Shanti Andía.
El narrador inicial no es Baroja, sino uno de sus personajes, Shanti Andía, quien, habiendo transcrito las memorias de su tío Juan de Aguirre en el séptimo libro de Las inquietudes de Shanti Andía (1911) encuentra las de un sobrino del guerrillero Pedro de Leguía y las de un amigo y maestro de este, Aviraneta; animado por su tía Úrsula, que le dice: «Publica las memorias como si las hubieras encontrado o como si las hubieras escrito tú», se pone a ello de manera tal que advierte al lector:
«Ahora ya casi no sé lo que dicta Aviraneta, lo que escribió Leguía y lo que he añadido yo; los tres formamos una pequeña trinidad, única e indivisible. Los tres hemos colaborado en este libro: Aviraneta, contando su vida; don Pedro Leguía, escribiéndola, y yo, arreglando la obra al gusto moderno, quizá estropeándola».
Entre los narradores principales de ese coro de voces narrativas aparece como principal "Pello" Leguía, que es también un compilador. Leonardo Romero Tobar le asigna cuatro funciones complementarias de menor a mayor importancia que se realizan en los dos planos del narrador y del personaje:
1. Compilador de la biografía del protagonista Aviraneta
2. Nexo formal de unión en los principios y finales de novela, entre los diversos relatos que forman la serie
3. Protagonista de una de las novelas
4. Figura antitética y complementaria de la de don Eugenio de Aviraneta.

El propio Aviraneta cuenta parte de sus aventuras en novelas como El escuadrón del brigante, Crónica escandalosa, Desde el principio, hasta el fin... pero también otros personajes, como Pepe Carmona en los pasajes principales de Las furias, o López del Castillo en la mayor parte de Los confidentes audaces. También es el caso de las “memorias” del inglés J. H. Thompson (La ruta del aventurero). En algunas novelas se opera un cambio de narrador (La ruta del aventurero, Los contrastes de la vida, Las furias...) Y la identidad del narrador cambia dentro de la primera persona prestándose a confusión y obligando a veces al lector a hacer un esfuerzo para identificarlo, como ocurre con la historia de “La mano cortada” de Los caminos del mundo. Otras veces, un narrador en tercera persona hace desaparecer la identidad narratoria de Leguía: así ocurre en El aprendiz de conspirador, Las figuras de cera, Humano enigma, La venta de Mirambel, La veleta de Gastizar... de forma que el discurso se transforma en un relato anónimo o, por mejor decir, neutro.
A La nave de los locos (1925) Baroja antepuso un importante prólogo o ensayo donde se defiende de las críticas hacia su forma de novelar vertidas por José Ortega y Gasset en El Espectador, buscando la fórmula de una novela abierta y disgregada, como la propia vida. Por demás, la visión de la historia de Baroja es aún más sombría y pesimista que la de Galdós y, según Justo Navarro, "su narración es menos épica que carnavalesca, de suerte que lo monstruoso acaba siendo tan insignificante como lo anodino".

## Nómina
- El aprendiz de conspirador (1913)
- El escuadrón del «Brigante» (1913)
- Los caminos del mundo (1914)
- Con la pluma y con el sable (1915)
- Los recursos de la astucia (1915)
- La ruta del aventurero (1916)
- Los contrastes de la vida (1920)
- La veleta de Gastizar (1918)
- Los caudillos de 1830 (1918)
- La Isabelina (1919)
- El sabor de la venganza (1921)
- Las furias (1921)
- El amor, el dandysmo y la intriga (1922)
- Las figuras de cera (1924)
- La nave de los locos (1925)
- Las mascaradas sangrientas (1927)
- Humano enigma (1928)
- La senda dolorosa (1928)
- Los confidentes audaces (1930)
- La venta de Mirambel (1931)
- Crónica escandalosa (1935)
- Desde el principio hasta el fin (1935).

## Ediciones modernas
Existen al menos tres ediciones modernas de las Memorias de un hombre de acción. La primera es la que se hizo dentro de las Obras completas del autor (Madrid: Biblioteca Nueva, 1946-1951, reimpresa dos veces más en los años setenta y ochenta). La segunda es la preparada por José Carlos Mainer para las Obras completas en dieciséis volúmenes (1997-1999) de la editorial Círculo de Lectores-Galaxia Gutenberg; la última es la que, con prólogo de Pío Caro Baroja e introducción de Magdalena de Pazzi Cueto, se preparó en tres volúmenes para la Biblioteca Castro (Madrid: Fundación José Antonio de Castro, 2008-).